# Dusty Men
Dusty Men è un singolo del cantautore belga Saule, pubblicato il 4 novembre 2012 come terzo estratto dal terzo album in studio Géant.

## Descrizione
Il singolo ha visto la collaborazione del cantautore britannico Charlie Winston. Esistono due versioni del brano, in cui il ritornello è cantato rispettivamente in inglese e francese.

## Promozione
Nel 2014 è stato utilizzato come colonna sonora della Vodafone per la sua pubblicità.

## Successo commerciale
Pubblicato nel 2012 negli USA, è giunto in Europa l'anno seguente entrando nella top 20 delle classifiche italiane e francesi.

## Video musicale
Il videoclip presenta vari elementi western, tra cui l'ambientazione di scene in saloon e l'abbigliamento delle comparse. In particolare si vedono i cantanti impegnati in una discussione antitetica, Saule se ne va, Charlie cerca di raggiungerlo con il suo cavallo e lo vede dentro una caverna. Entrambi scoprono tramite un disegno sulle braccia, di avere un legame di sangue. Allora decidono di scavare, si dividono il tesoro: sono tante monete d'oro e due pistole: dopo un ultimo sguardo, i due artisti si sparano e muoiono, lasciando a terra i loro cappelli western.